# Stadtbibliothek Lübeck

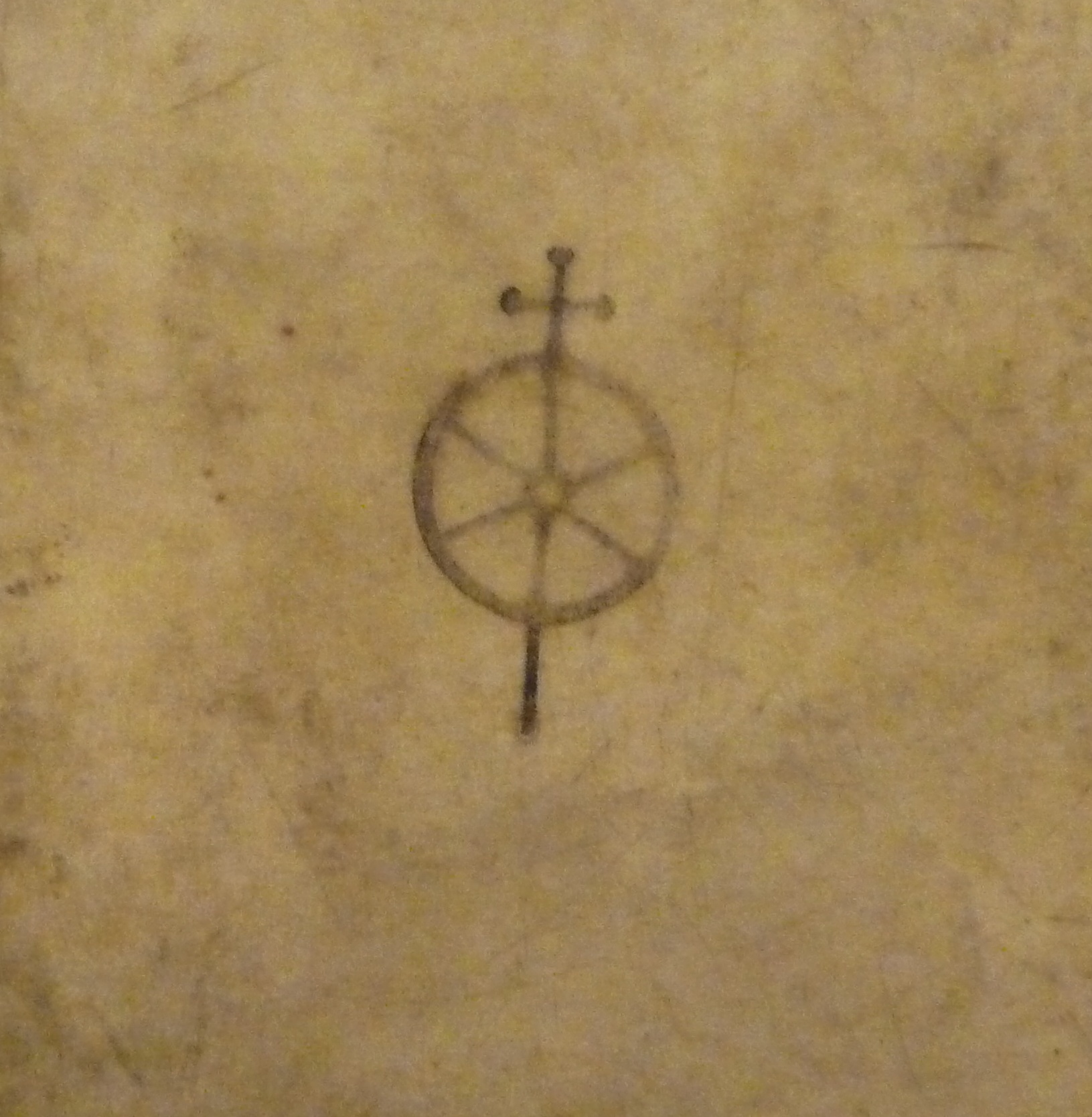
Supralibros der Bibliothek: Schwert und Rad (Attribut der Heiligen Katharina), auf einem Band, der sich heute in der Bibliothek der University of Pennsylvania befindet

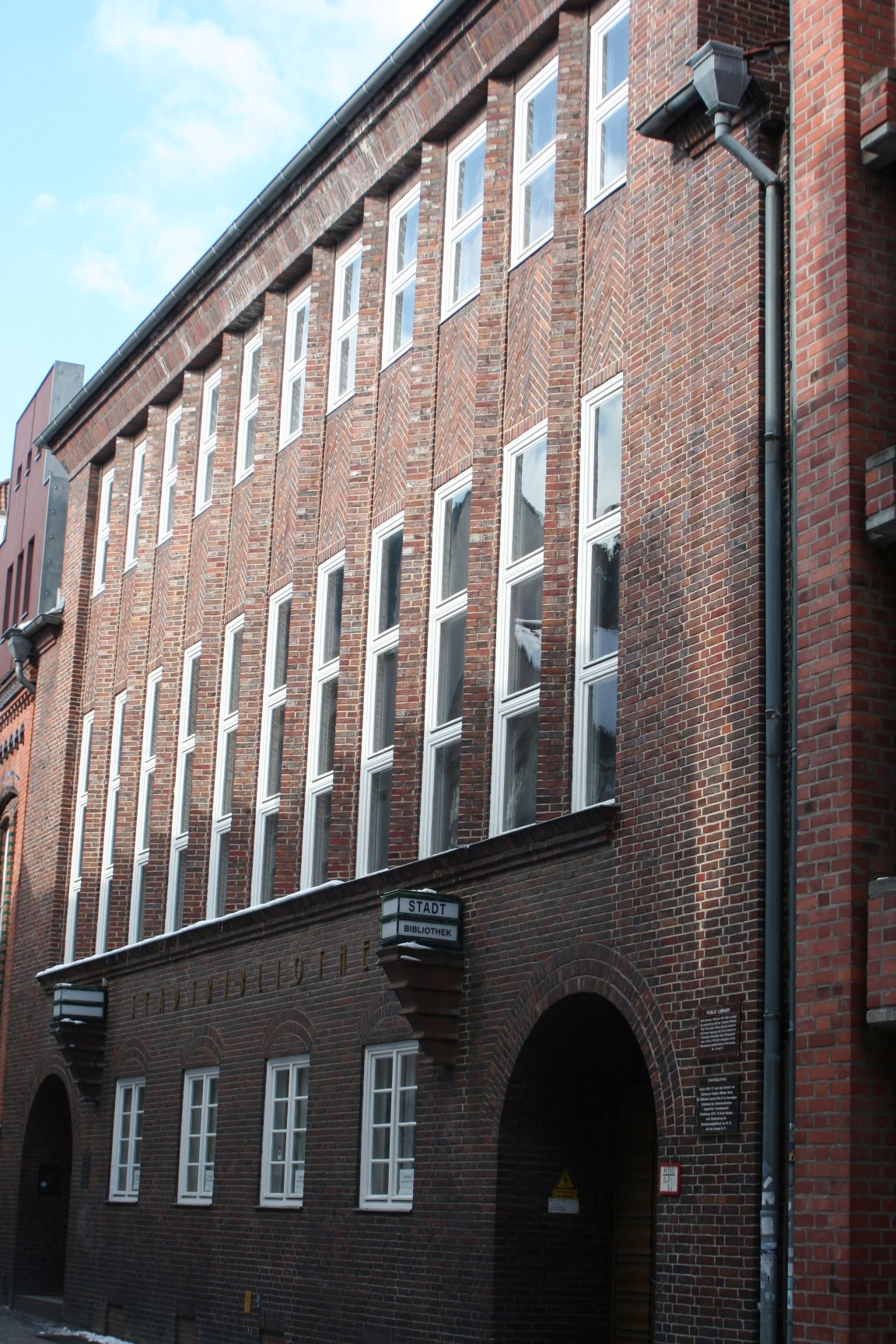
Vordergebäude von 1926 (Foto: 2006)

Die Stadtbibliothek Lübeck (offizieller Name: Bibliothek der Hansestadt Lübeck) ist eine öffentliche und wissenschaftliche Bibliothek, als letztere auch Schwerpunktbibliothek für Musik des Landes Schleswig-Holstein. Sie ist nach eigenen Angaben die reichste Altbestandsbibliothek Schleswig-Holsteins.

## Geschichte
1613 wurden Räumlichkeiten des ehemaligen Katharinenklosters im Hinblick auf die Einrichtung einer Bibliothek in Augenschein genommen. 1616 reichten Superintendent Georg Stampelius und der Rektor des Katharineums Johann Kirchmann beim Senat ein entsprechendes Gesuch ein. Die ältesten Bürgermeister Alexander Lüneburg und Hinrich Brokes entschieden per Dekret für den Antrag. Zwischen 1616 und 1620 erfolgte der Um- und Neubau mit erheblichem finanziellem Aufwand. Geleitet wurden die Baumaßnahmen von dem Ratsherrn Jürgen Pavels. Die historischen Forschungen zu den Gründen für eine Bibliotheksgründung in dieser Zeit kommen zu widersprüchlichen Ergebnissen. Es gibt, zugespitzt formuliert, die These, man habe mit 80-jähriger Verspätung aufgrund außen- und innenpolitisch unruhiger Gemengelagen eine Anregung von Johannes Bugenhagen in seiner Lübecker Kirchenordnung von 1531 (einen Ort „für die guten und die schlechten Bücher“ zu schaffen und diese allen, die studieren wollen, zugänglich zu machen) aufgegriffen und umgesetzt. Und es gibt die These, eine 1613/14 erbittert geführte Debatte zwischen Senat und Geistlichkeit über die Notwendigkeit von konfessioneller Toleranz angesichts einer als notwendig eingestuften staatlichen Entscheidung in einer handelspolitischen Angelegenheit zwischen dem lutherischen Lübeck und den calvinistischen Niederlanden könnte bei der Bibliotheksgründung im Hintergrund gestanden haben. In dieser Debatte argumentierte Superintendent Stampelius im Sinne seines Freundes, Bürgermeister Hinrich Brokes, für den Gedanken der Toleranz gegen die Mehrheit der örtlichen Geistlichen. Die in der Stadt verstreuten Bestände, etwa der Ratsbibliothek und der Bibliotheken der Kirchen und ehemaligen Klöster (mit Ausnahme des Doms), wurden im Obergeschoss des Katharinenklosters zusammengefasst. Ab 1622 waren sie der allgemeinen Öffentlichkeit im dazu mit einer eichenen Regalanlage versehenen Dormitorium des ehemaligen Klosters zugänglich. Die 61 geschnitzten Wappen und Namensinschriften der zwischen 1616 und 1619 tätigen Bürgermeister, Ratsherren, Geistlichen und Lehrer zeigen, dass die Bibliothek eine gemeinsame Sache der weltlichen und geistlichen Stadt-Obrigkeit war. Die erste Bibliotheksordnung von 1622 gilt heute als Zeitpunkt der Eröffnung, die Eröffnung selbst soll im Mai 1622 stattgefunden haben. An zwei Wochentagen für jeweils drei Stunden war das Institut geöffnet. Seit 1756 wird mit einer neuen Bibliotheksordnung von der „öffentlichen Stadt-Bibliothek“ gesprochen.

### Die 1616 übernommenen Bestände
Allein die Geschichte der von der Stadtbibliothek übernommenen Bestände der Ratsbibliothek reicht zurück in die Zeit des Spätmittelalters. Sie besteht zur Hälfte aus der umfangreichen Bibliothek des Lübecker Ratssyndikus Simon Batz (1420–1464), die der Lübecker Rat bei dessen Tod gegen Zahlung eines Betrages von 300 Rheinischen Gulden übernahm.
Zum Grundbestand der Stadtbibliothek gehört ein Rest von 187 Werken der ehemaligen Klosterbibliothek des Katharinenklosters. Ihre wertvollen Pergament-Codices hatte der Rektor Otto Walper, der Vorgänger Kirchmanns, allerdings schon verkaufen lassen, um aus dem Erlös Werke für das Kollegium der Schule, Bibelausgaben und Klassiker, anzuschaffen. Diese wurden ebenfalls Gründungsbestand der Stadtbibliothek.

Gründer und Förderer
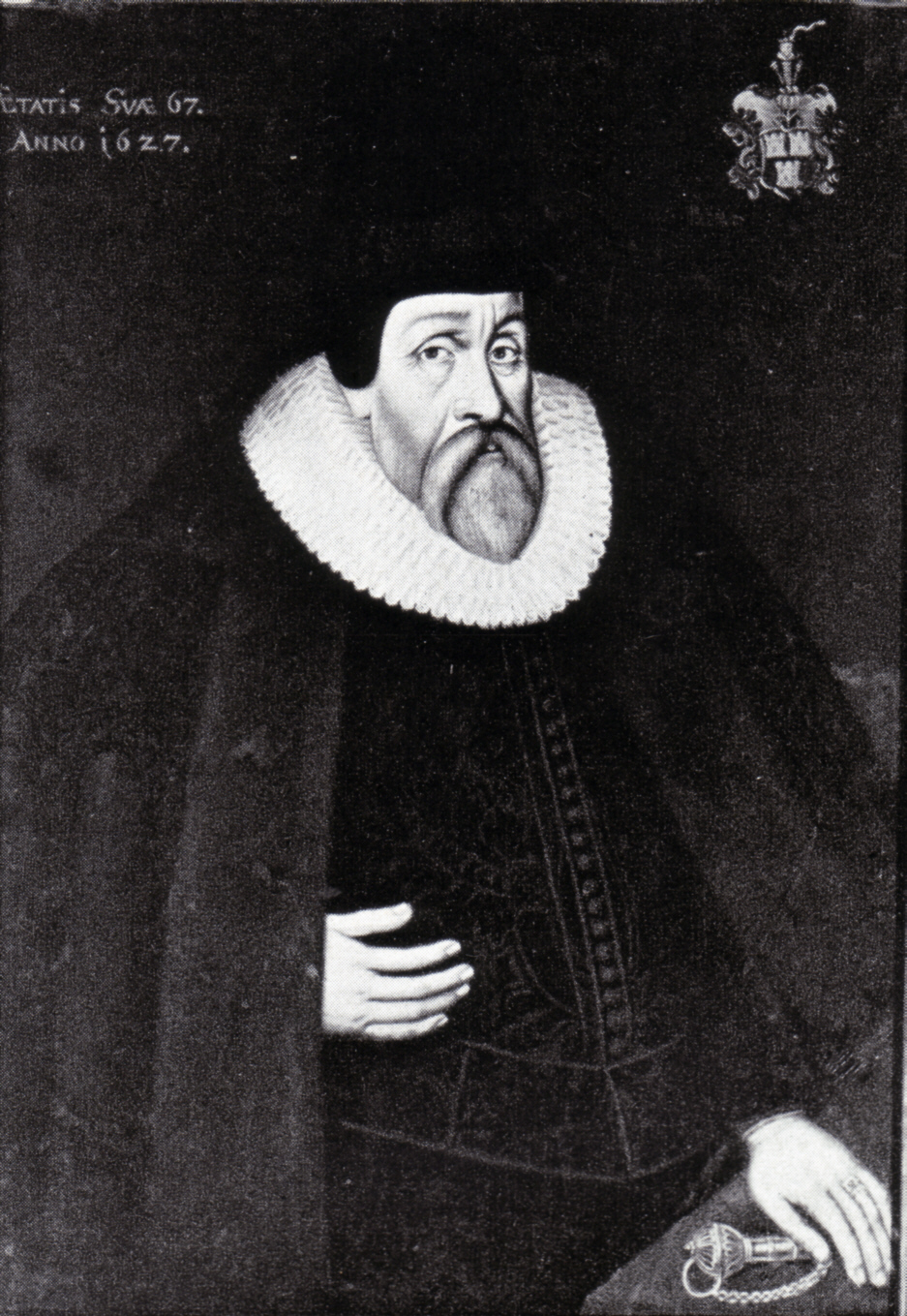
Bürgermeister Alexander Lüneburg
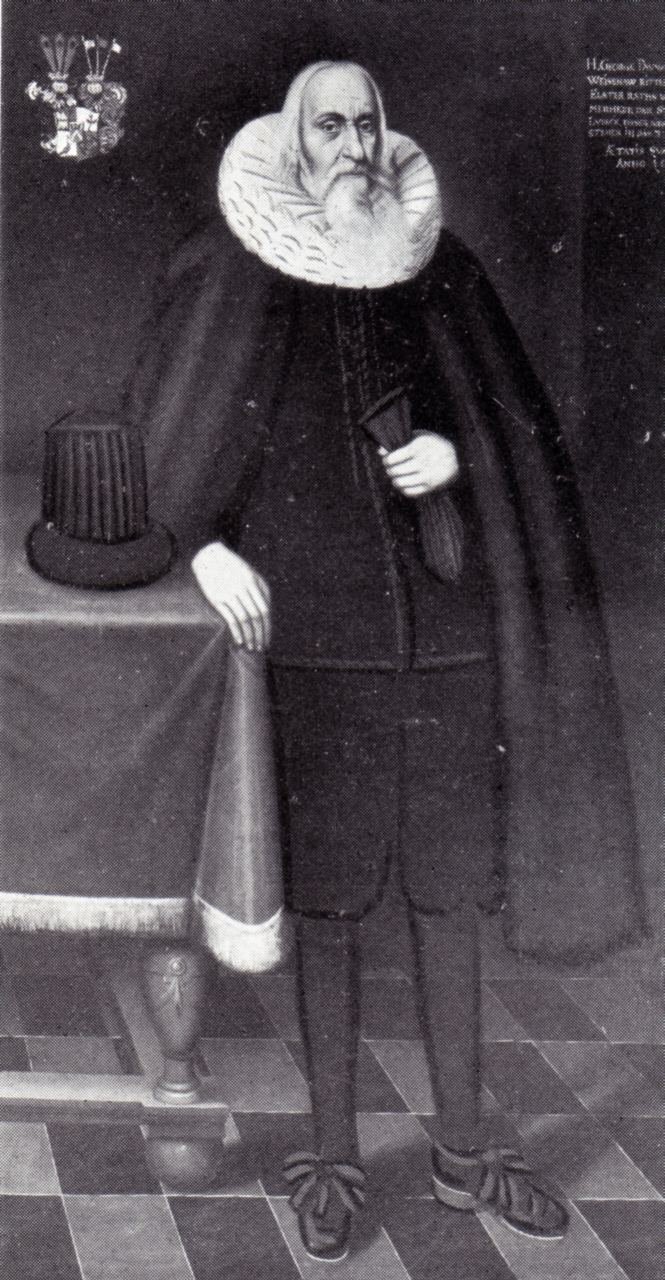
Ratsherr Jürgen Pavels
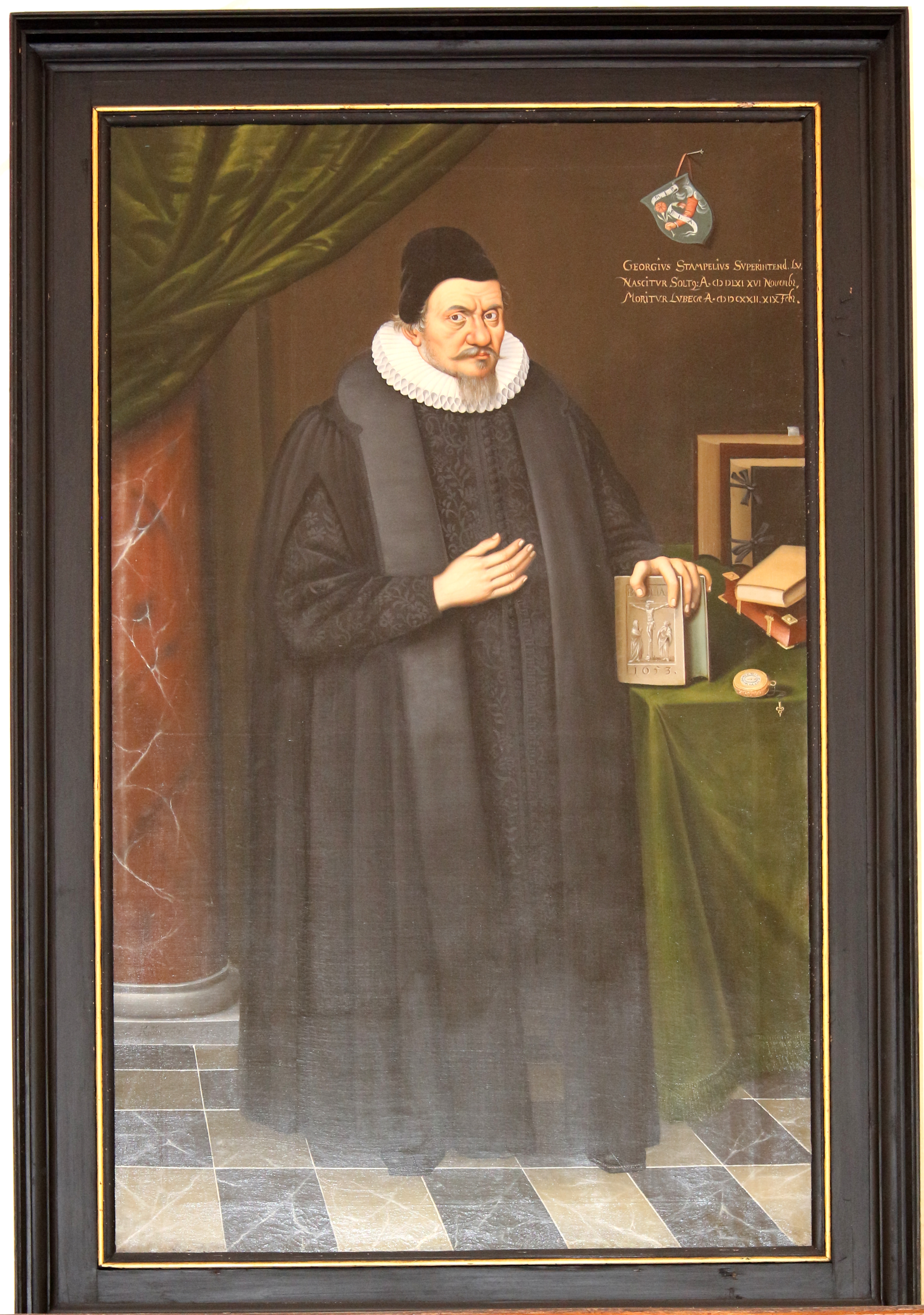
Superintendent Georg Stampelius
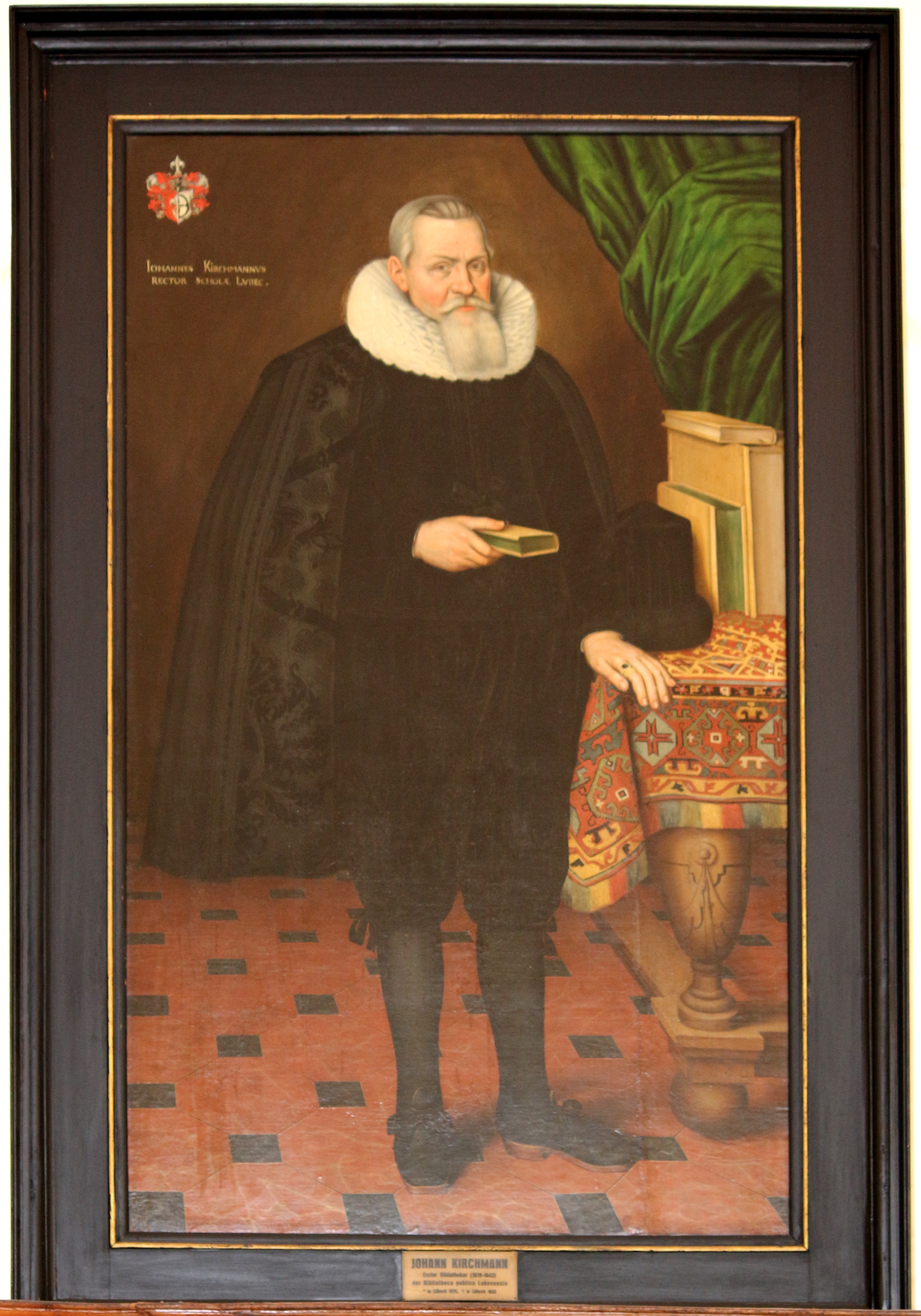
Rektor Johann Kirchmann
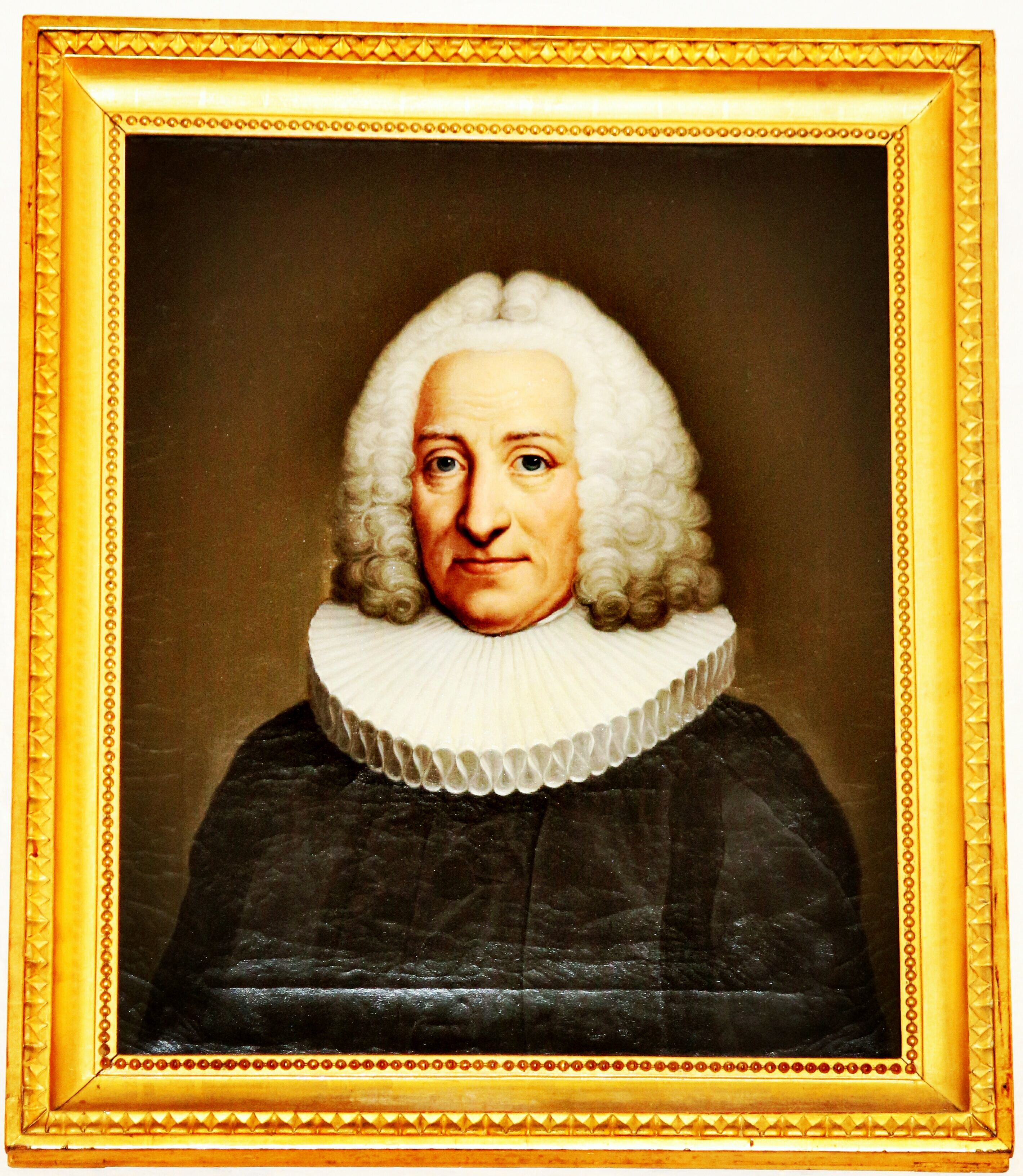
Pastor Hinrich Scharbau

### Die Erweiterung der Bestände nach Gründung der Bibliothek
1624 erhielt die Bibliothek zwei große Globen des niederländischen Kartographen Willem Blaeu, einen Himmelsglobus von 1616 und einen Erdglobus von 1622, und 1668 zwei darauf bezogene programmatische Gemälde Der alte Gelehrte und Der junge Gelehrte der Brüder Johann Zacharias und Gottfried Kniller (heute im St. Annen-Museum).
Die Bibliothek erfreute sich von Anfang an einer Vielzahl von Zustiftungen von privater Hand und zählte 1754 bereits über 9.000 Bände.
Besonders große Erweiterungen erfuhr sie 1648 durch die vom Rat angekaufte Nachlass-Bibliothek des Universalgelehrten Joachim Morsius und 1692 durch das Dornesche Legat des Ratsherrn Konrad von Dorne. 1756 erhielt die Bibliothek das Pflichtexemplar-Recht für alle in Lübeck veröffentlichten Werke.
Durch das Vermächtnis des Predigers an St. Aegidien Heinrich Scharbau erhielt die Stadtbibliothek 1759 neben einem Stiftungskapital von 16.000 Mark auch 6.000 weitere Bände seiner Privatbibliothek. Diese wurden in einem eigenen Raum (dem ehemaligen Sitzungssaal des Konsistoriums) neben dem Bibliotheksgründungssaal, der Scharbau zu Ehren den Namen Scharbausaal erhielt, aufgestellt.

### Die Stadtbibliothek im 19. Jahrhundert
Nach der Säkularisation des Domkapitels wurde 1804 auch die Dom-Bibliothek (130 Handschriften und 500 Drucke) in die Stadtbibliothek eingegliedert. Zwei Jahre später wurde die an das Waisenhaus übergegangene Bibliothek des Michaeliskonvents der Schwestern vom Gemeinsamen Leben (Beginen) in die Stadtbibliothek eingegliedert, die damit einen einzigartigen Schatz an mittelniederdeutschen Handschriften aus dem 15. Jahrhundert erhielt. 1817 wurden die Bestände durch die Stiftung von weiteren 6.000 Bänden der Privatbibliothek des Dompropstes Johann Carl Heinrich Dreyer (1723–1802) ergänzt. Seither dürfte die Schwerpunktbildung für Deutsche und Lübecker Geschichte sowie die Deutsche Rechtsgeschichte anerkannt sein. 1821 umfasste der Bibliotheksbestand bereits etwa 35.000 Bände. Um 1830 erstellte Ernst Deecke den ersten Inkunabel-Katalog der Bibliothek und bereitete so den Weg für die Mittelalterforschung in den Beständen. 1862 erhielt die Bibliothek Deeckes Lubecensien-Sammlung, wie schon zuvor 1851 die Sammlung des Kantors und Genealogen Johann Hermann Schnobel.
Bis 1903 oblag die Aufsicht über die Bibliothek nebenamtlich einem Lehrer des Katharineums. In diesem Jahr wurde Carl Curtius (1841–1922), der die Bibliothek seit 1879 in Personalunion mit der „dritten Professur“ am Katharineum geleitet hatte, von seinen Lehrverpflichtungen an der Schule freigestellt. Curtius hob die im Scharbau-Testament von 1759 begründete Trennung der Bestände in Scharbauische Bibliothek (Bibliotheca Scharbovia) und Stadtbibliothek (Bibliotheca Publica) auf. Dies machte erstmals eine umfangreiche Neuaufstellung und Katalogisierung möglich, die am Ende des 19. Jahrhunderts erfolgte.
1879 entstand neben der sich zur Archivbibliothek entwickelnden Stadtbibliothek eine Volksbibliothek, zunächst als Verein innerhalb der Gesellschaft zur Beförderung gemeinnütziger Tätigkeit, dann als eigenständige Öffentliche Bücherei mit mehreren Zweigstellen in den Stadtteilen.

### Zeitgeschichte
1923 wurde die Öffentliche Bücherei und Lesehalle in staatliche Verwaltung überführt und zu einer Abteilung der Stadtbibliothek.
Einen Rückschlag erlitt die Lübecker Bibliothek, die schon überregionale Bedeutung vergleichbar einer Staatsbibliothek besaß, als die Nationalsozialisten an die Macht kamen. Der Direktor Willy Pieth wurde am 1. Juli 1933 entlassen, ebenso sein Stellvertreter Heinrich Schneider sowie Meta Corssen als Leiterin der Öffentlichen Bücherei. Neuer Direktor wurde im November der NS-Parteigenosse Gustav Struck, und das Interesse der Nazis bestand auf der Aussonderung „gefährdender“ Schriften und Autoren. Nach dem Luftangriff der Engländer 1942 auf die Lübecker Altstadt wurden die wichtigsten Bestände (28.000 Bände) in das Salzbergwerk Gröna bei Bernburg (Saale) und in den Stollen Plömnitz (Gemeinde Preußlitz, Salzlandkreis) in Sachsen-Anhalt ausgelagert, von wo aus sie später als Beutekunst in die UdSSR gelangten und auf Teilrepubliken verteilt wurden. Bis heute sind davon, vor allem aus Armenien und Georgien, 7.718 Bände zurückgekehrt, während bei anderen die Rückgabe offen ist. Etliche Inkunabeln, darunter mindestens ein Werk aus dem früheren Besitz von Heinrich III. Bockholt, befinden sich heute in der Universitätsbibliothek Tomsk und wurden hier digitalisiert.
Nach dem Krieg hatte die Bibliothek einige Schwierigkeiten, ihre dezimierten Bestände wiederaufzubauen. Nach intensiver Diskussion wurde 1971 die Zusammenlegung von wissenschaftlicher Stadtbibliothek und Öffentlicher Bücherei zu einer Institution nach dem Vorbild der englischen Public Library beschlossen. Gleichzeitig löste Freihandaufstellung nach einer von der Stadtbibliothek Hannover übernommenen Systematik die bisherige Numerus Currens-Magazinierung ab. 1979 wurde ein weiterer Neubau fertiggestellt, und die Bibliothek stand allen offen. Teilkontingente der Auslagerungsbestände aus den GUS-Staaten kehrten zurück und die Musikabteilung (teilweise in Zusammenarbeit mit der Musikhochschule Lübeck) entwickelte ein umfangreiches Programm zur Veröffentlichung und Aufführung von Musik aus ihrem reichhaltigen Bestand.
2007 übernahm Bernd Hatscher die Leitung der Stadtbibliothek von Jörg Fligge. Hatscher beschrieb 2017 die Stadtbibliothek in einer Stellungnahme zum Landes-Bibliotheksgesetz als „eine Mischung aus historischer, Öffentlicher, wissenschaftlicher und ehemaliger Staatsbibliothek  ...,  die baulich und inhaltlich äußerst ungewöhnlich ist“.
Heutiger Schwerpunkt ist die Ausrichtung auf den Bildungsauftrag beispielsweise durch die Einführung eines Spiralcurriculums (stufenweise Lernangebote für Vorschule und Schule) oder Angebot von schulorientierten Unterrichtsmöglichkeiten. Dabei sind auch Medienpräsentation und Aufenthaltsqualität in den nächsten Jahren allmählich zu verbessern.
Ab Mai 2017 bis Mai 2019 wird in einem von der Alfried Krupp von Bohlen und Halbach Stiftung finanzierten Projekt eine digitale Edition von ungedruckten Handschriftenbeschreibungen aus dem frühen 20. Jahrhundert erstellt und damit die Erschließung des gesamten frühneuzeitlichen Handschriftenbestands der Stadtbibliothek Lübeck durch online verfügbare Metadaten ermöglicht.
Das Jahr 2022 ist geprägt von der Feier des 400. Jubiläums der Bibliothek mit einem vielfältigen Programm unter dem Motto Vom Schlafsaal der Mönche zur Bibliothek für alle. Zugleich wurde die Raumaufteilung der Zentralbibliothek neu gegliedert.

## Gebäude

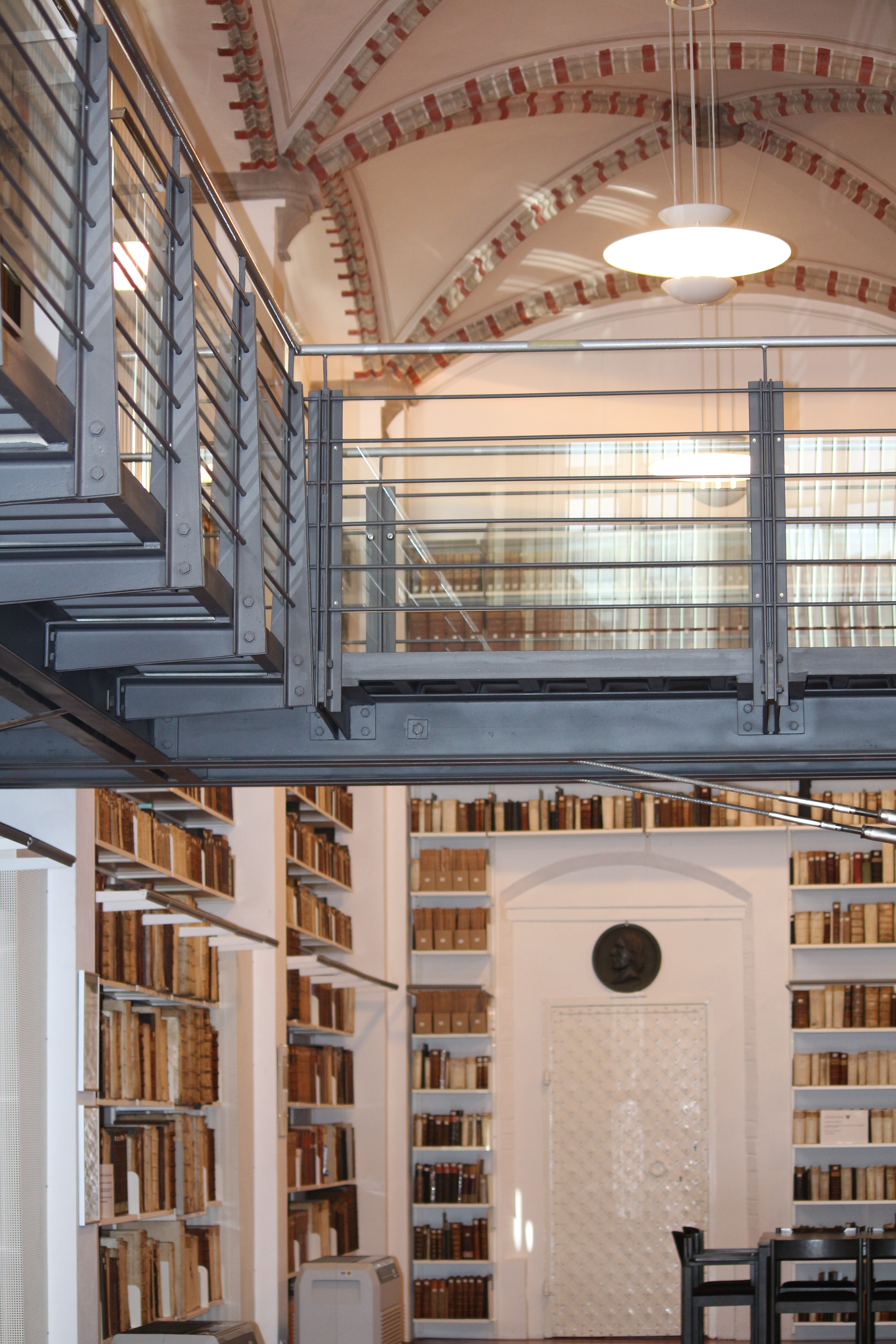
Mantelssaal

Die Stadtbibliothek ist in einem in Deutschland einzigartigen Ensemble untergebracht, das Gebäudeteile aus sieben Jahrhunderten vereinigt. Die mittelalterlichen Gebäudeteile des alten Katharinenklosters werden gemeinsam mit dem Katharineum genutzt. Ebenso gehört der südliche Oberchor der Katharinenkirche zur Bibliothek. Von 1994 bis 2002 wurden diese Räume grundlegend restauriert. Dabei wurden im Konsistorialsaal, der ab 1760 zur Unterbringung der Scharbau’schen Bibliothek diente, mehrere Ausmalungsschichten freigelegt.
Erst 1877 wurde auf Anregung des damaligen Bibliotheksleiters, des Historikers Friedrich Wilhelm Mantels, in die gotischen Klosterräume ein neugotischer erster Neubau eingefügt, der sowohl der Schule als auch der Bibliothek Erweiterungsfläche bot. Der Saal im Obergeschoss dieses Baus, heute Mantelssaal, wurde zwischen 1992 und 1994 restauriert und als Galeriebibliothek eingerichtet.
Vom Eingang in der Hundestraße sind diese Raumteile nicht sichtbar, da hier 1926 nach einem Entwurf von Friedrich Wilhelm Virck ein Erweiterungsbau zur Straße hin im Stil des norddeutschen Klinkerexpressionismus mit dem Magazin, das eine damals hochmoderne, freitragende Magazinanlage (Lipman-Regale, System Wolf Netter & Jacobi) erhielt, und einem Lesesaal angelegt wurde. Die dabei von Erwin Bossanyi geschaffenen Fresken des Lesesaals wurden 1937 als „Entartete Kunst“ übermalt und erst 1960 wieder freigelegt, wobei auf ausdrücklichen Wunsch des Künstlers keine Restaurierung erfolgte, sondern die Fresken in ihrem beschädigten Zustand konserviert wurden. 1992 wurde der Lesesaal grundlegend restauriert.

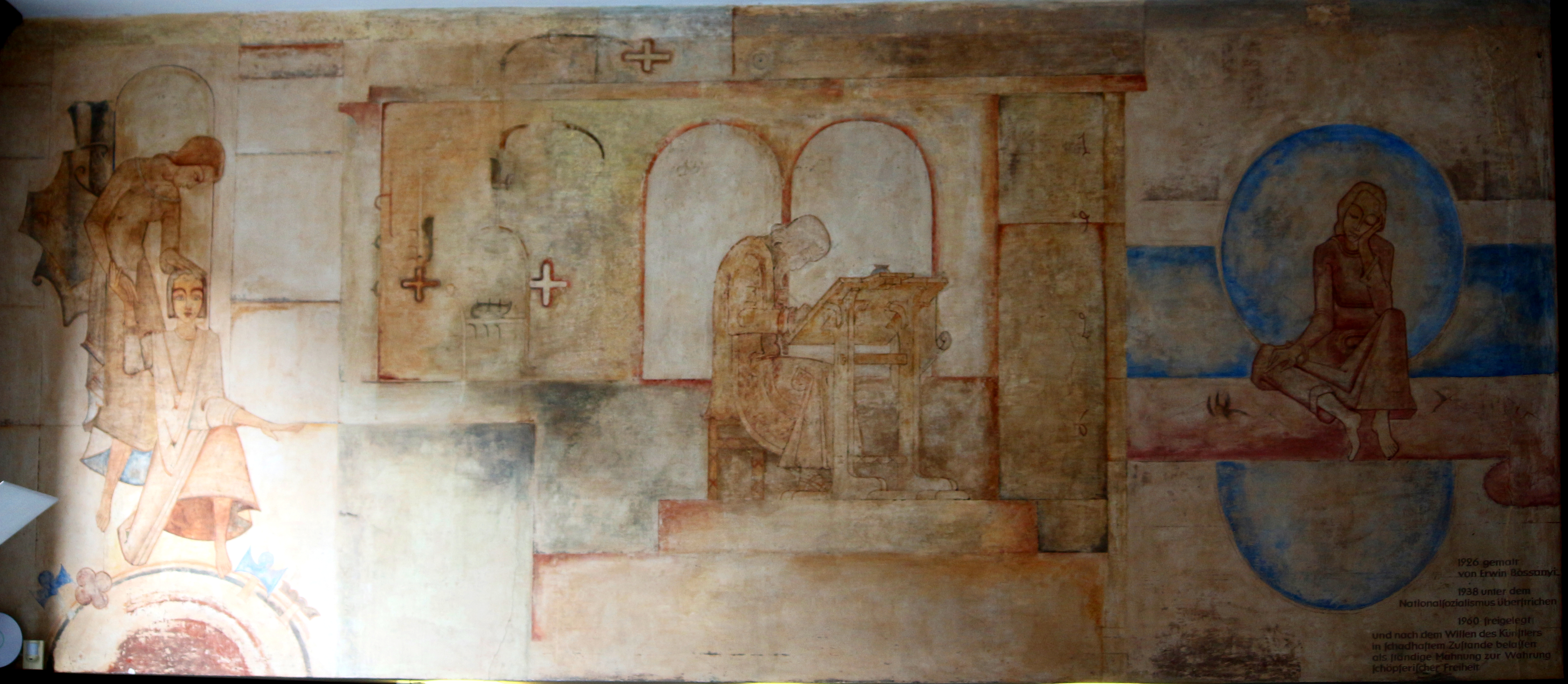
Fresko von Erwin Bossanyi im Lesesaal

Im Zuge der Zusammenlegung von Stadtbibliothek und Öffentlicher Bücherei und der dafür benötigten Flächenerweiterung wurde der Komplex 1979 durch einen weiteren Neubau im Stil der Zeit sowie durch den Ausbau der benachbarten Bürgerhäuser Hundestr. 15 und 17 ergänzt.
Seit der Schließung des Krankenhauses auf dem Priwall 2005 nutzte die Stadtbibliothek zwei der Gebäude als Außenmagazin für zuletzt über 590.000 Bände. Nachdem sich der Plan eines Neubau-Wissensspeichers als gemeinsames Magazin für Stadtbibliothek, Archiv und Museen Lübecks zerschlug, sollte in einer kleinen Lösung das Magazin der Stadtbibliothek in ein angemietetes Gebäude auf dem Gelände der ehemaligen Lübecker Maschinenbau Gesellschaft in der Einsiedelstraße 6 umziehen. Der Umzug begann im Januar 2021 und war im Mai 2021 vollzogen.

## Bestände
Heute hat die Bibliothek ein reiches Medienangebot, eine umfassende Kinder- und Jugendbibliothek, ein steigendes Angebot von E-Books, CDs, CD-ROMs, DVDs, Zeitschriften, Zeitungen (u. a. alle Ausgaben der Lübecker Nachrichten seit dem Ende des 18. Jahrhunderts).
Der Gesamtmedienbestand betrug im Jahr 2019 974.801 mit 973.996 Ausleihen (keine Vergleichbarkeit zu Vorjahren aufgrund Wechsel der Server, der Auswertungstools, veränderter Lizenzbedingungen, Änderungen aufgrund der Datenschutzbestimmungen). Die Zahl der Bibliotheksnutzungen betrug 2019 982.709 (keine Vergleichbarkeit zu Vorjahren).
Über den historischen Bestand liest man im Handbuch der historischen Buchbestände in Deutschland:

„Bei einem Gesamtumfang von ca. 1,16 Millionen Bdn zählt der historische Bestand heute 81.536 Titel (1900 bereits 120.000 Titel). Davon sind 40 Inkunabeln (nicht eingerechnet die 45 Inkunabelfragmente), 5.552 Titel entfallen auf das 16. Jh., 10.879 auf das 17. Jh., 15.223 auf das 18. Jh. und 49.842 auf das 19. Jh. Die umfangreichste Gruppe ist die Theologie mit 15 Prozent des gesamten Altbestandes, gefolgt von der Geschichte mit 13 Prozent und Jura sowie der Altphilologie mit jeweils 12 Prozent. Diese Gruppen vereinigen 52 Prozent des alten Schrifttums auf sich gegenüber nur 7 Prozent, die auf die Naturwissenschaften (ohne Medizin) und Technik entfallen.“

Der Bestand an Handschriften gehört mit gegenwärtig 1710 Stücken zu den bedeutendsten historischen Altbeständen in Norddeutschland. Davon stammen 363 Codices aus dem Mittelalter und 1347 aus der frühen Neuzeit.
Spezielle Sammelgebiete sind die Geschichte und Landeskunde Lübecks und der Hanse.

### Musikabteilung
Von überregionaler Bedeutung ist die Musikabteilung mit einem reichen Altbestand an Musikalien, der durch liturgische Handschriften bis ins 12. Jahrhundert zurückreicht. Mit über 60.000 Medien (2022) ist sie die größte öffentliche Musikbibliothek in Schleswig-Holstein. Die Stadtbibliothek besitzt einen Kantatenband von Dietrich Buxtehude sowie mehrere Abendmusiken in autographen Partituren von Adolf Karl Kunzen. Sie verwahrt das Hugo-Distler-Archiv sowie (Teil)nachlässe der Kirchenmusiker Johann Georg Witthauer, Walter Kraft, Erwin Zillinger und Jan Bender, aber auch von dem in Lübeck geborenen Opernkomponisten Karl Grammann.

### Schulprogrammschriften
Durch die enge Verzahnung mit dem Katharineum, für das die Stadtbibliothek bis ins 20. Jahrhundert auch als Schulbibliothek diente, besitzt sie eine umfangreiche Sammlung an Schulprogrammschriften. Die fast 40.000 Exemplare sind seit 2000 mit Hilfe der Deutschen Forschungsgemeinschaft (DFG) durch einen eigenen Katalog erschlossen und in der Zeitschriftendatenbank verzeichnet.

### Stammbücher und Autographen
Von den in der Stadtbibliothek verwahrten Stammbüchern (vor der Auslagerung: 48; heute noch oder wieder vorhanden: 11) ist besonders das vom Oldenburger Schreibmeister Johannes Kirchring (der Ältere) kalligraphisch gestaltete Stammbuch des David von Mandelsloh hervorzuheben. Einem Stammbuch ähnlich ist die Autographensammlung des Joachim Morsius mit 779 Einträgen und 113 Bildnissen. Jacob von Melle hatte sie von seinem Schwiegervater Samuel Pomarius erhalten und übergab sie der Lübecker Stadtbibliothek; er fügte seinerseits ein dreifaches Register bei. Das Album Morsianum gilt als „eine der wichtigsten Quellen für die pansophische Bewegung der Zeit.“

### Nachlässe und Sammlungen

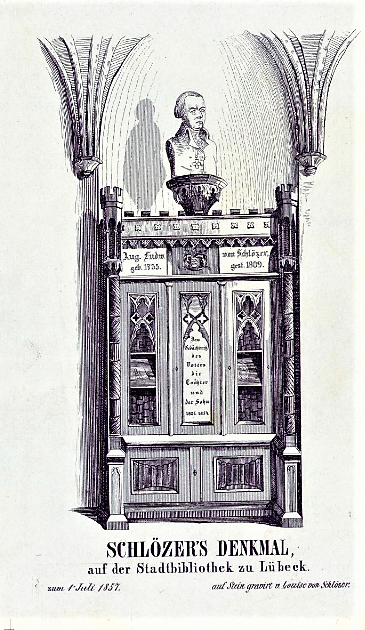
Schlözerschrank, 1857

Die Stadtbibliothek bewahrt auch die Nachlässe von Friedrich Overbeck und Emanuel Geibel sowie Sammlungen, die von Karl von Schlözer und von Carl Julius Milde gestiftet wurden.
Der Apotheker Eduard Geffcken schenkte 1861 seine umfangreiche fachbezogene Privatbibliothek gemeinsam mit seiner Porträtsammlung. 1897 schenkte Albert Kollmann der Bibliothek 168 Werke in 181 Bänden aus der Nachlass-Bibliothek seines 1896 in Lübeck verstorbenen Bruders, des Pastors Friedrich Ludwig Kollmann (1828–1896). Von der ursprünglich 69-bändigen Bibliothek naturkundlicher Zeichnungen, die Heinrich Rost zusammengestellt hatte und die 1881 in die Stadtbibliothek gelangt waren, sind nach Auslagerung und Verbringung in die Sowjetunion heute erst 19 Bände wieder in Lübeck.

## Kunst- und Gemäldebesitz
Der umfassende Kunstbesitz dieser alten Bibliothek erschließt sich nicht auf den ersten Blick. Eine Darstellung des damaligen Bibliotheksdirektors Peter Karstedt 1957 griff diese Thematik als Aufgabenstellung auf. Karstedt verstand unter dem „musealen“ Tätigkeitsfeld die „Verpflichtung der Landes- und Stadtbibliotheken, das regional, historisch und persönlich Einschlägige als Illustration ihres kulturellen Raumes an sich zu ziehen.“ Im Falle der Lübecker Stadtbibliothek gehören dazu neben den wertvollen Altbeständen in historischer Umgebung von Fresken und antiken Einrichtungsgegenständen auch ihr Besitz an Kunstgegenständen. Dazu gehören eine Vielzahl von ganzfigurigen Porträts der Personen, die für die Entstehung und Entwicklung der Bibliothek von Bedeutung waren: Rektoren und Professoren des Katharineums, Angehörige des Rates der Stadt, Stadtphysici, Superintendenten ihrer Kirche, später Mitglieder des Geistlichen Ministeriums sowie der Bibliothek verbundene Gelehrte.
Einen erheblichen Teil dieser Sammlungen hat die Stadtbibliothek seit dem Ende des 19. Jahrhunderts an andere Einrichtungen der Hansestadt Lübeck abgegeben. So ging die reichhaltige Sammlung von Werken Friedrich Overbecks und Carl Julius Mildes Selbstbildnis mit Julius Oldach und Erwin Speckter an das Behnhaus. Der junge Gelehrte und Der alte Gelehrte, das Porträt Jürgen Wullenwebers und das Porträt des Grafen Egmont von Chasôt von Stefano Torelli kamen in das Museum am Dom (Lübeck) und sind heute im St.-Annen-Museum. Hans Kemmers Hermann Bonnus auf dem Totenbett (1548) wurde um 1917 in das Epitaph in der Marienkirche eingefügt und kam mit diesem 1947 in das St.-Annen-Museum. Die ägyptische Mumie, die 1811 aus der Ratsapotheke in die Stadtbibliothek überwiesen worden war, wurde 1879 ebenfalls in das Dommuseum übergeben und ist seit 1893 Teil der Völkerkundesammlung der Hansestadt Lübeck. Zwölf der Porträts, Ratsherren und Bürgermeister, gingen um 1890 an das Lübecker Rathaus, um die dortige Bürgermeistergalerie zu vervollständigen. Die städtische Münzsammlung kam 1922 in die Obhut des Archivs der Hansestadt Lübeck.
Der immer noch reiche Restbestand bezieht sich heute konkreter auf die Geschichte der Bibliothek selbst. Dazu gehören beispielsweise
- das Porträt des Reformators Johannes Bugenhagen
- das Porträt des Rektors des Katharineums Johannes Kirchmann, postmortem 1648 geschaffen von Zacharias Kniller
- die Porträts der Superintendenten Hunnius, Stampelius und Pomarius
- das Porträt Scharbau
- Porträts von Johannes und Emanuel Geibel[39]

Von den Porträts der Stadtphysici sind noch zwei, Johann Fitzmann und Johannes Nolto, in der Bibliothek vorhanden.

## Personen

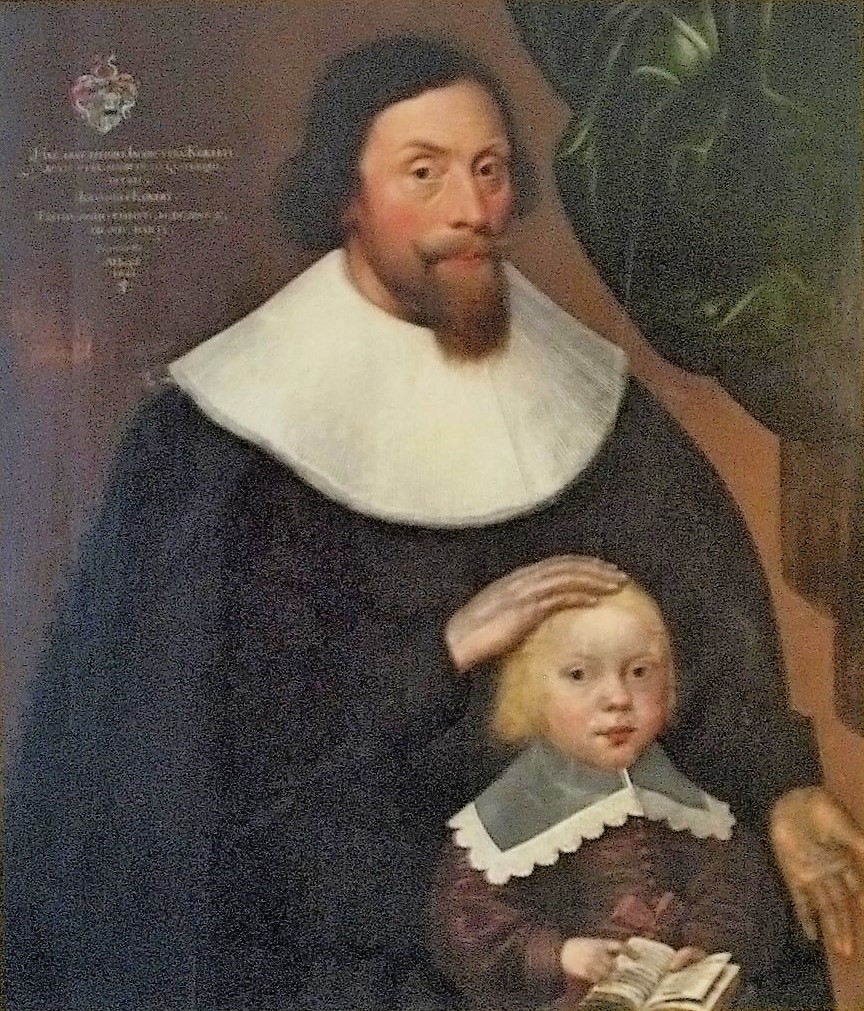
Jacob Kockert, Porträt von Michael Conrad Hirt, 1644

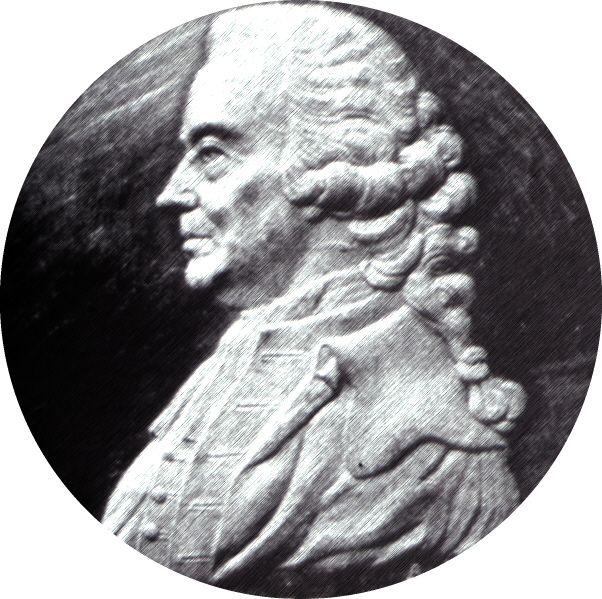
Johann Daniel Overbeck

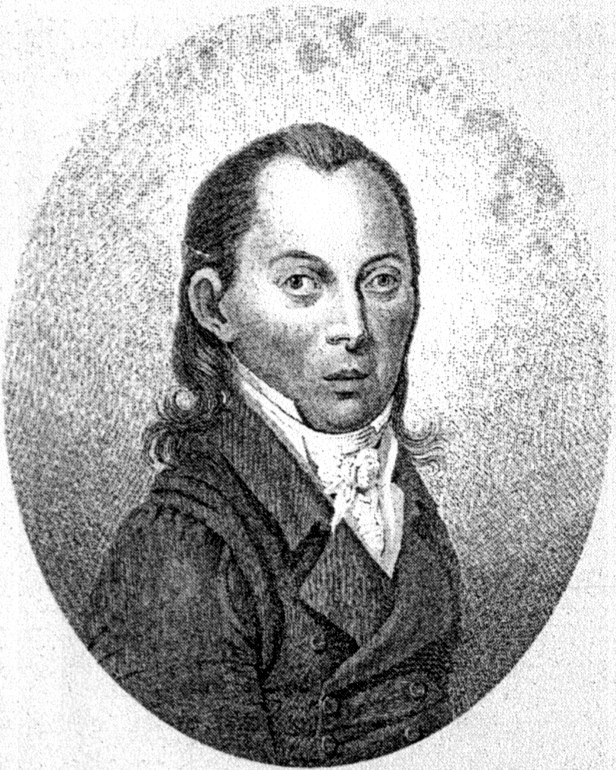
Friedrich Herrmann

Das Amt des Leiters der Stadtbibliothek war nach dem Tod des Rektors Kirchmann bis 1903 mit einer Professorenstelle am Katharineum verbunden. Bis zur Schulreform 1800/1801 war der Subrector, danach der 3. Professor für die Bibliothek zuständig.
- Johann Kirchmann 1616–1643
- Jacob Kockert 1643–1654
- Johann Polz 1654–1664,
- David van der Brügge 1664–1688
- Michael Freude 1688–1692
- Sixt Christian Lipenius 1693–1708
- Zacharias Stampeel 1708–1731
- Karl Heinrich Lange 1731–1739
- Johann Friedrich Behrendt 1739–1743
- Johann Daniel Overbeck 1743–1753
- Caspar Friedrich Lange 1753–1754
- Johann Georg Gesner 1754–1779
- Ludwig Suhl 1779–1783
- Friedrich Federau 1783–1798
- Heinrich Kunhardt 1798–1806
- Friedrich Herrmann 1806–1819
- Ferdinand Heinrich Grautoff 1819–1832
- Wilhelm August Ackermann 1833–1847,
- Ernst Deecke 1847–1862
- Wilhelm Mantels 1862–1879
- Carl Curtius 1879–1919 (ab 1903 hauptamtlich)
- Bennata Otten 1906–1923 Leitung Öffentliche Bücher- und Lesehalle (Fusion mit Stadtbibliothek 1919)
- Willy Pieth 1919–1933

- Georg Fink, kommissarisch 13. März bis Oktober 1933

- Gustav Struck 1934–1940
- Franz Weber 1940–1945, kommissarische Leitung als stellvertretender Leiter
- Peter Karstedt 1945–1971
- Ewald Niemann 1945–1974, Leitung Öffentliche Bücherei (Selbstständigkeit 1945–1973, erneute Fusion 1973)
- Klaus Bock 1971–1989, 1971–1973 Berater
- Jörg Fligge 1990–2005
- Bernd Hatscher 2007–2020
- Gerald Schleiwies 2021–[41]

An der Bibliothek tätig:
- Johann Hermann von Melle, Subbibliothekar 1801–1815
- Paul Werner Curtius, 1831–1838, erstellte ehrenamtlich einen Katalog der theologischen Bestände
- Friedrich Avé-Lallemant, 1869–1876 bibliothekarischer Hülfsarbeiter
- Wilhelm Gläser, 1876–1888 bibliothekarischer Hülfsarbeiter
- Theodor Hach, ab 1889 Bibliotheksgehülfe
- Heinrich Wohlert, trat 1893 als Bibliotheksgehülfe in den Dienst der Bibliothek, 1923 Oberbibliothekar
- Meta Corssen, 1923–1933 Leiterin der Öffentliche Bücherei als Abteilung der Stadtbibliothek
- Hermann A. Stolterfoht (1876–1950), wissenschaftlicher Mitarbeiter
- Paul Hagen, 1908–1912 Projektmitarbeiter, 1921–1938 wissenschaftlicher Mitarbeiter
- Heinrich Schneider, 1926–1933 wissenschaftlicher Mitarbeiter, ab 1930 stellvertretender Direktor
- Herbert Wegener, 1945–1971 wissenschaftlicher Mitarbeiter
- Robert Schweitzer, 1988–2010 Stellvertretender Direktor und Abteilungsleiter Sammlungen und alte Bestände

Die Musikabteilung leiteten:
- Eduard Hach, ehrenamtlich[42]
- Carl Stiehl von 1883 bis 1911
- Wilhelm Stahl von 1915 bis 1953
- Georg Karstädt von 1953 bis 1977
- Renate Schleth von 1977 bis 1993, erste hauptamtliche Musikbibliothekarin
- Arndt Schnoor seit 1993

### Kataloge
- Carl Stiehl: Katalog der Musik-Sammlung auf der Stadtbibliothek zu Lübeck. In: Einladung zu den auf den … angeordneten öffentlichen Prüfungen und Redeübungen der Schüler des Katharineums in Lübeck. Borchers, Lübeck 1893, S. [1]–[60] (Digitalisat)
- Paul Hagen: Die deutschen theologischen Handschriften der Lübeckischen Stadtbibliothek. Lübeck: Schmidt-Römhild 1922 (Veröffentlichungen der Stadtbibliothek der freien und Hansestadt Lübeck 1,2)
 archive.org
- Paul Hagen: Friedrich Overbecks handschriftlicher Nachlaß in der Lübeckischen Stadtbibliothek. Lübeck: Schmidt-Römhild 1926 (Veröffentlichungen der Stadtbibliothek der Freien und Hansestadt Lübeck, 2)